# Pênia
Pénia (português europeu) ou Pênia (português brasileiro)em grego:  Πενία) , na mitologia grega era a personificação da pobreza.
Segundo Platão, em O Banquete, Sócrates feito personagem teria ouvido Diotínia de Mantineia narrar que Pênia, a Pobreza, havia se unido a Poros, a Riqueza, e de ambos nascera Eros, deus do Amor. Esta versão veio a se constituir no mito de Pênia.

## Mito
A fim de comemorar o nascimento de Afrodite, todo o Olimpo festeja e, ao final, quando todos jazem embriagados pelos cantos, surge uma figura magérrima, em trajes andrajosos: é Pênia, que mendiga os restos.
Deitado no jardim de Zeus ela vê o filho da Prudência, Poros, afastado de todos. Pênia, que buscava justamente obter algum recurso, decide então ter com ele um filho e, aproximando-se, o desperta e obtém então o filho desejado: Eros, o deus do Amor.
Por haver sido gerado no dia do nascimento da deusa da Beleza, o Amor ser-lhe-á o companheiro e terá características únicas: nem mortal, nem imortal, pois surge e desaparece - filho que é da falta e da abundância - heranças da mãe e do pai.